# Зонтхофен
Зонтхофен (њем. Sonthofen) град је у њемачкој савезној држави Баварска. Једно је од 28 општинских средишта округа Обералгој. Према процјени из 2010. у граду је живјело 20.990 становника. Посједује регионалну шифру (AGS) 9780139.

## Географски и демографски подаци
Зонтхофен се налази у савезној држави Баварска у округу Обералгој. Град се налази на надморској висини од 750–1100 метара. Површина општине износи 46,6 km². У самом граду је, према процјени из 2010. године, живјело 20.990 становника. Просјечна густина становништва износи 450 становника/km².

## Међународна сарадња
| Мјесто | Држава     | Врста сарадње | Од    |
| ------ | ---------- | ------------- | ----- |
|        | Швајцарска | партнерство   | 1995. |
| Извор  |            |               |       |